# Pallavolo ai Giochi della XXXIII Olimpiade
I tornei di pallavolo ai Giochi della XXXIII Olimpiade si sono svolti dal 27 luglio all'11 agosto 2024 a Parigi, in Francia, durante i Giochi della XXXIII Olimpiade.

## Tornei

### Squadre qualificate
| Competizione             | Competizione        | Data                          | Luogo          | Posti | Qualificata |
| ------------------------ | ------------------- | ----------------------------- | -------------- | ----- | ----------- |
| Paese organizzatore      | Paese organizzatore | —                             | —              | 1     | Francia     |
| Tornei di qualificazione | Girone A            | 30 settembre – 8 ottobre 2023 | Rio de Janeiro | 2     | Germania    |
| Tornei di qualificazione | Girone A            | 30 settembre – 8 ottobre 2023 | Rio de Janeiro | 2     | Brasile     |
| Tornei di qualificazione | Girone B            | 30 settembre – 8 ottobre 2023 | Tokyo          | 2     | Stati Uniti |
| Tornei di qualificazione | Girone B            | 30 settembre – 8 ottobre 2023 | Tokyo          | 2     | Giappone    |
| Tornei di qualificazione | Girone C            | 30 settembre – 8 ottobre 2023 | Xi'an          | 2     | Polonia     |
| Tornei di qualificazione | Girone C            | 30 settembre – 8 ottobre 2023 | Xi'an          | 2     | Canada      |
| Ranking mondiale         | Ranking mondiale    | 24 giugno 2024                | Losanna        | 5     | Slovenia    |
| Ranking mondiale         | Ranking mondiale    | 24 giugno 2024                | Losanna        | 5     | Italia      |
| Ranking mondiale         | Ranking mondiale    | 24 giugno 2024                | Losanna        | 5     | Argentina   |
| Ranking mondiale         | Ranking mondiale    | 24 giugno 2024                | Losanna        | 5     | Serbia      |
| Ranking mondiale         | Ranking mondiale    | 24 giugno 2024                | Losanna        | 5     | Egitto      |
| Totale                   | Totale              | Totale                        | Totale         | 12    |             |

| Competizione             | Competizione        | Data                 | Luogo   | Posti | Qualificata     |
| ------------------------ | ------------------- | -------------------- | ------- | ----- | --------------- |
| Paese organizzatore      | Paese organizzatore | —                    | —       | 1     | Francia         |
| Tornei di qualificazione | Girone A            | 16-24 settembre 2023 | Ningbo  | 2     | Rep. Dominicana |
| Tornei di qualificazione | Girone A            | 16-24 settembre 2023 | Ningbo  | 2     | Serbia          |
| Tornei di qualificazione | Girone B            | 16-24 settembre 2023 | Tokyo   | 2     | Turchia         |
| Tornei di qualificazione | Girone B            | 16-24 settembre 2023 | Tokyo   | 2     | Brasile         |
| Tornei di qualificazione | Girone C            | 16-24 settembre 2023 | Łódź    | 2     | Stati Uniti     |
| Tornei di qualificazione | Girone C            | 16-24 settembre 2023 | Łódź    | 2     | Polonia         |
| Ranking mondiale         | Ranking mondiale    | 17 giugno 2024       | Losanna | 5     | Italia          |
| Ranking mondiale         | Ranking mondiale    | 17 giugno 2024       | Losanna | 5     | Cina            |
| Ranking mondiale         | Ranking mondiale    | 17 giugno 2024       | Losanna | 5     | Giappone        |
| Ranking mondiale         | Ranking mondiale    | 17 giugno 2024       | Losanna | 5     | Paesi Bassi     |
| Ranking mondiale         | Ranking mondiale    | 17 giugno 2024       | Losanna | 5     | Kenya           |
| Totale                   | Totale              | Totale               | Totale  | 12    |                 |

## Podi
| Evento                         | Oro     | Argento     | Bronzo      |
| Pallavolo maschile (dettagli)  | Francia | Polonia     | Stati Uniti |
| Pallavolo femminile (dettagli) | Italia  | Stati Uniti | Brasile     |